# Hakerzy
Hakerzy (ang. Hackers) – amerykański thriller z 1995 roku w reżyserii Iaina Softleya.
Film o młodych hakerach: Dade Murphy ("Crash Override", "Zero-Cool", pol. "Niszczyciel" lub "Szpaner", grany przez Jonny Lee Miller), Kate Libby ("Acid Burn", pol. "Dopalacz", graną przez Angelina Jolie) i ich przyjaciołach.

## Obsada
- Jonny Lee Miller – Dade Murphy
- Angelina Jolie – Kate Libby
- Jesse Bradford – Joey
- Matthew Lillard – Emmanuel Goldstein
- Laurence Mason – Paul Cook
- Renoly Santiago – Ramon
- Penn Jillette – Hal
- William DeMeo – Jock
- Wendell Pierce – agent Richard Gill
- Alberta Watson jako Lauren Murphy
- Fisher Stevens jako Eugene „Plague” (pol. „Tyfus”) Bedford

## Ścieżka dźwiękowa
1. "Original Bedroom Rockers" Kruder & Dorfmeister
2. "Cowgirl" Underworld
3. "Voodoo People" The Prodigy
4. "Open Up" Leftfield
5. "Phoebus Apollo" Carl Cox
6. "The Joker" Josh Abrahams
7. "Halcyon & On & On" Orbital
8. "Communicate" (Headquake Hazy Cloud Mix) Plastico
9. "Connected" Stereo MC’s
10. "Eyes, Lips, Body" (Mekon Vocal Mix) Ramshackle
11. "Good Grief" Urban Dance Squad
12. "Richest Junkie Still Alive" (Sank Remix) Machines of Loving Grace
13. "Heaven Knows" Squeeze

### Muzyka w filmie
Część utworów słyszanych w filmie, lecz nie wydanych na CD.
1. "Protection" – wyk. Massive Attack
2. "Inspection Check One" Leftfield
3. "Original" Leftfield
4. "Combination" (tytuł sugerowany) Guy Pratt
5. "Grand Central Station" (tytuł sugerowany) Guy Pratt
6. "Real Wild Child" (Wild One) – wyk. Iggy Pop, tę piosenkę nuci Joey pod prysznicem.
7. "One Love" The Prodigy, podczas akcji wrabiania agenta Richarda Gill (Wendell Pierce).